# Favorit

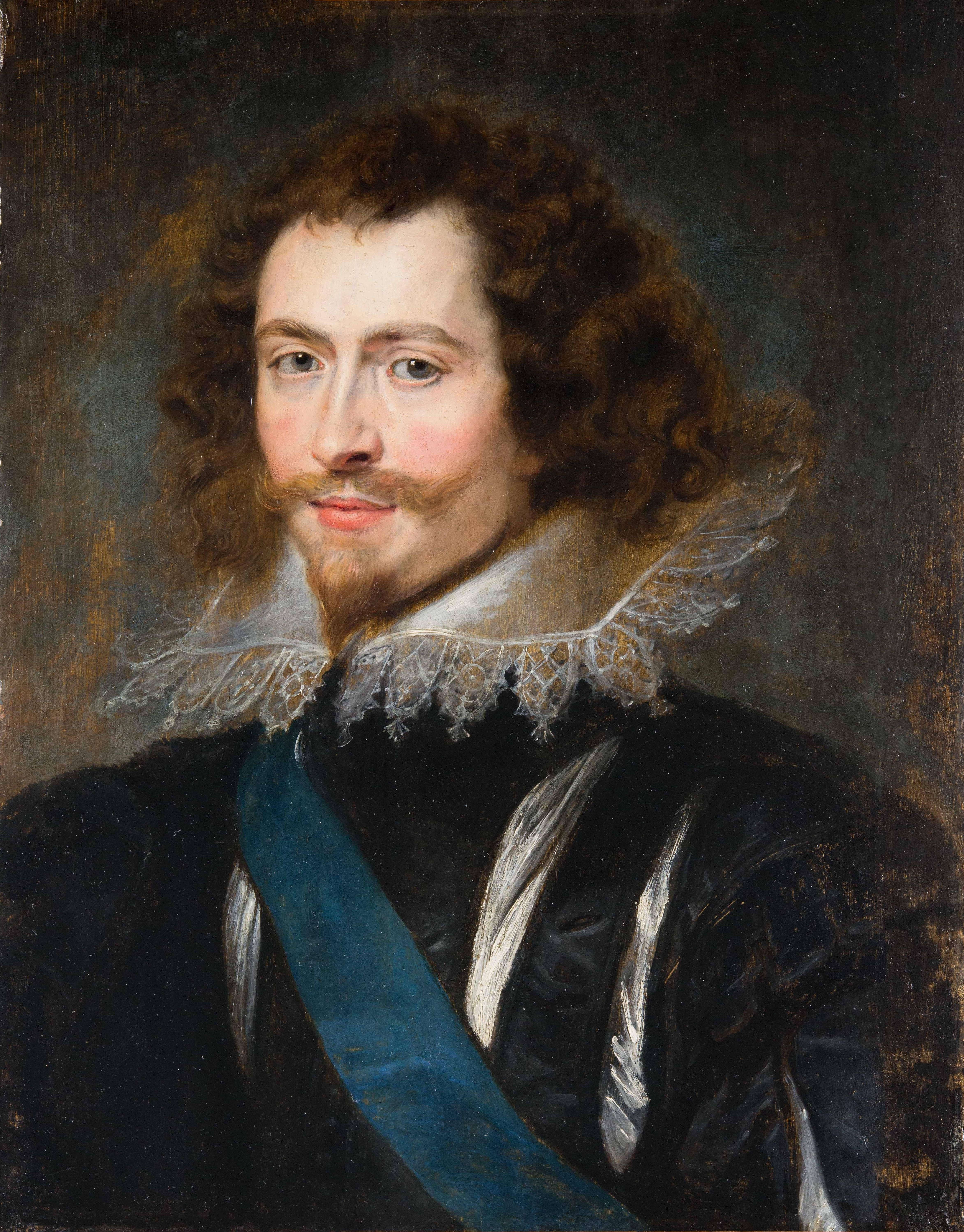
Vévoda z Buckinghamu, favorit krále Jakuba I. (Rubens)

Favorit (italsky favorito, francouzsky favori, z latinského favor, přízeň) je označení pro oblíbence, miláčka, chráněnce, osobu zahrnovanou přízní. V historickém kontextu je slovo favorit označení pro oblíbence a důvěrného společníka panovníka či jiné významné osobnosti, která favoritovi prokazuje mimořádnou přízeň.

## Charakteristika
Favorité tvořící družinu okolo panovníka pak na sebe mohli strhnout značnou moc, docházelo k tomu, že vlastně vládli místo panovníka a takový stav se nazývá favoritismus. V Evropě 16. a 17. století byl také častý jev, kdy moc získal jeden člověk (např. ve Španělsku Filipa III., ovšem dělo se to i v Anglii, Francii a Švédsku). Podobnou roli mohly hrát ženy favoritky, ať už jako milenky panovníků na evropských dvorech nebo oblíbenkyně z širšího kruhu muslimských harémů, kde v hierarchii manželek nejvýše stála chasseki a po ní ještě zpravidla tři oblíbenější favoritky.

## Další výrazy pro favority
Ve staré češtině se lidé, kterými se král obklopoval, nazývali milovníci či milostníci (obdobně tak i v latině dilecti či graciarii regis). V 19. století, protože tyto výrazy až příliš asociovaly intimní vztah, zavedl do češtiny František Palacký pro tyto případy slovo milec.
Vzhledem k důležitosti instituce favoritství ve Španělsku, výraz valido, který se tam užíval pro favorit, se dostal i do dalších jazyků a používá se jako výraz pro oblíbence obecně, např. ve sportovní terminologii pro nejoblíbenějšího nebo nejnadanějšího sportovce nebo v politice pro nejoblíbenějšího či očekávaného nejúspěšnějšího kandidáta voleb atd.